# Hans W. Petersen
 Der er flere personer med dette navn, se Hans Petersen.
Hans William Petersen (født 28. januar 1897 i København, død 27. april 1974 i Gentofte) var en dansk skuespiller.
Han blev student i 1914 og gennemgik Det kongelige Teaters elevskole 1916-1918.
Hans W. Petersen var ansat på Aarhus Teater 1918-1921, hvorefter han i en årrække var engageret ved diverse københavnske teatre, herunder Scala fra 1922-1929 og Apolloteatret, hvor Petersen i 1930'erne optrådte i en række revyer og operetteforestillinger. Han fik en del roller i radio og på TV og indspillede en række viser på grammofonplader.
Hans W. Petersen var gift tre gange, blandt andre med skuespillerinden Else Skouboe.

## Filmografi
- Han, hun og Hamlet – 1932
- Skal vi vædde en million? – 1932
- Nyhavn 17 – 1933
- Med fuld musik – 1933
- Ud i den kolde sne – 1934
- Rasmines bryllup – 1935
- Cocktail – 1937
- Biskoppen – 1944
- Karen, Maren og Mette – 1954
- Charles' tante – 1959
- Helle for Helene – 1959
- Det skete på Møllegården – 1960
- Lykkens musikanter – 1962
- Det tossede paradis – 1962
- Støvsugerbanden – 1963
- Vi har det jo dejligt – 1963
- Frøken April – 1963
- Don Olsen kommer til byen – 1964
- Selvmordsskolen – 1964
- Flådens friske fyre – 1965
- En ven i bolignøden – 1965
- Der var engang – 1966
- Gys og gæve tanter – 1966
- Sult – 1966
- Elsk din næste – 1967
- I den grønne skov – 1968
- Det er så synd for farmand – 1968
- Amour – 1970
- Man sku' være noget ved musikken – 1972
- Rektor på sengekanten – 1972
- En hyldest til de gamle, eller: Satie i høj sø – 1974